# Prusice (Polonia)
Prusice (in tedesco Prausnitz) è un comune urbano-rurale polacco del distretto di Trzebnica, nel voivodato della Bassa Slesia.
Ricopre una superficie di 158,02 km² e nel 2004 contava 9 195 abitanti.